# Pâte à sel
Pour les articles homonymes, voir Pâte.

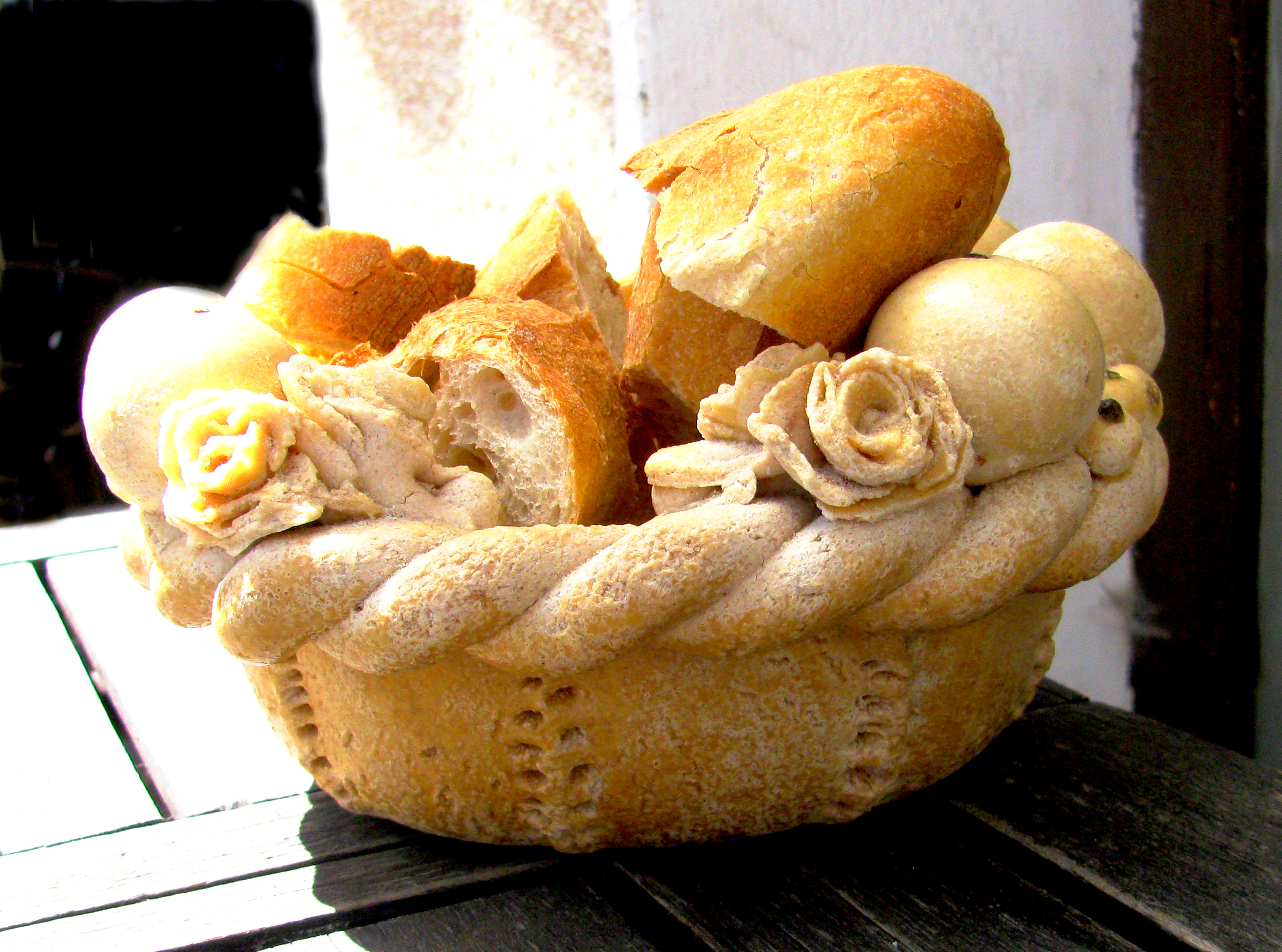
Corbeille de pain réalisée en pâte à sel

La pâte à sel est une pâte à modeler à base de farine et de sel qui permet de fabriquer tous types d'objets décoratifs.

## Présentation
C'est une technique très ancienne et peu coûteuse. Le travail de la pâte à sel est essentiellement un moyen d'occuper les enfants les plus jeunes, en leur fournissant un support créatif en vue d'offrir des objets décoratifs.

## Composition
La pâte à sel est une activité artistique de modelage très facile à mettre en œuvre puisqu'elle est réalisée à partir  de :

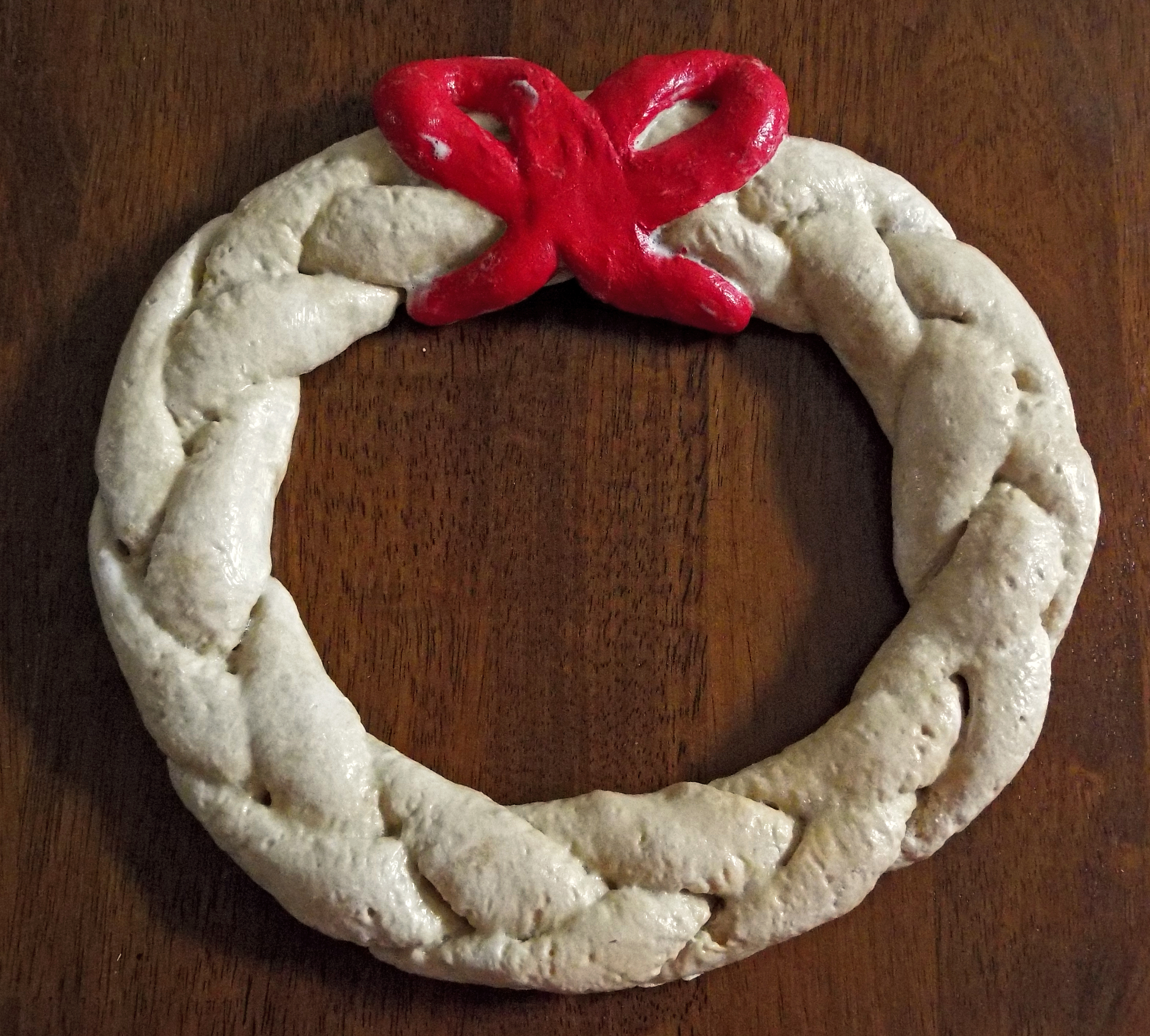
Couronne de l'Avent réalisée en pâte à sel peinte

- 1 volume de sel ;
- 2 volumes de farine ;
- 3⁄4 à 1 volume d'eau.

## Cuisson et conservation
À partir de la pâte ainsi obtenue, on peut créer des objets modelés selon son imagination. Il faut alors faire sécher la pâte à sel, soit à l'air libre (sur plusieurs jours, pour les modelages de petite taille) soit au four (quelques dizaines de minutes).  Les objets de taille importante nécessitent une cuisson plus longue : un objet non cuit à cœur risque, à terme, de moisir et de cloquer sous l'effet des gaz de fermentation.
Une fois la pâte séchée ou cuite, on peut la peindre. Pour peindre la pâte, on peut utiliser de l'encre, du colorant alimentaire ou de la gouache. Notons qu'une pâte à sel qui aura été cuite au four sera légèrement jaunie.
Il est conseillé de vernir les objets en pâte à sel lorsqu'elle est sèche.